# Decaisnea insignis
Espèce
Classification APG III (2009)
Decaisnea insignis est une espèce de plantes à fleurs de la famille des Lardizabalacées. C'est un arbuste originaire des régions tempérées de l'Himalaya.

## Description
Cette espèce est l'espèce type du genre dont elle a toutes les caractéristiques. En plus, peuvent être notées :
- une taille de moins de 5 m de haut, au port faiblement branchu
- une couleur jaune du fruit ainsi que le décrit Joseph Dalton Hooker[1] et que le suggère la planche de Fitch
- une taille du fruit de 10 à 15 cm de long
- une forme recourbée ainsi qu'un surface très mamelonnée du fruit
- une graine brune de 1,5 cm de diamètre.

## Historique
Cette espèce a été décrite une première fois en 1845 (publié en 1848) sous le nom Slackia insignis Griff. par William Griffith lors de son voyage dans l'Himalaya.
En 1855, Joseph Dalton Hooker et Thomas Thomson la renomment, pour lever l'homonymie sur le genre, en Decaisnea insignis.
Dans le texte de présentation de l'espèce, Joseph Dalton Hooker signale deux noms vernaculaires : Lomorchi (en Lepcha - au Sikkim) et Loodooma (au Bhutan).
Le nom chinois de « 猫儿屎 » correspond en fait à Decaisnea fargesii.

## Distribution
Cette espèce est originaire des zones himalayennes : Bhoutan, Chine (Sud Anhui, Sud Gansu, Est Guangxi, Guizhou, Hubei, Hunan, Jiangxi, Sud Shaanxi, Sichuan, Sud-Est Xizang, Yunnan, Est Zhejiang), Inde (Sikkim), Népal.
Son habitat se situe principalement dans des zones forestières assez humides d'altitude (entre 900 et 3 600 m).

## Utilisation
Les fruits de cette espèce sont comestibles (pulpe).
Sauf à confondre cette espèce avec Decainsnea fargesii, il est difficile de parler d'utilisation ornementale : c'est en effet le caractère spectaculaire du fruit de Decaisnea fargesii qui explique d'abord son utilisation horticole.